# Andreense Futebol Clube
Andreense Futebol Clube, anteriormente conhecido como Andreense Sport Club e Sociedade Esportiva Curuçá Andreense, é uma agremiação esportiva da cidade de Santo André, no estado de São Paulo   Fundado em 13 de Abril de 2013, suas cores são azul marinho, vermelho bordô e branco.

## História

### Andreense Sport Club
Fundado  em 13 de Abril de 2013, surgiu através dos passos iniciados  do Projeto Ramalhinho, e que existia em formato de formação e inclusão social no período de 2010 a 2013, onde cerca de 3000 jovens tiveram a oportunidade de mostrar e desenvolver seus talentos. O projeto tinha como base a parceria com o Santo André nas categorias sub 11 e sub 13, para a disputa das competições oficiais promovidas pela Federação Paulista de Futebol. A parceria encerrou-se em março de 2013, e a partir daí, em 13 de abril de 2013 nasce o Andreense Sport Club, tendo como base  atletas remanescentes do Projeto Ramalhinho, que foram promovidos a categoria sub 15, sua fundação visava a disputa de torneios amadores promovidos pela Liga Santoandreense de Futebol Amador e Associação Paulista de Futebol.

### Fusão com o Sociedade Esportiva Curuçá
O Andreense Sport Club, em 13 de agosto de 2015 fez a fusão com a Sociedade Esportiva Curuçá, time do futebol amador da cidade. A fusão buscou a profissionalização da equipe e alterou o nome do clube para Sociedade Esportiva Curuçá Andreense. Em março de 2016 a equipe disputou a 1ª Taça Paulista , organizada pela Liga de Futebol Paulista.
Formou-se então a Sociedade Esportiva Curuçá Andreense, incluindo assim a cor vermelho bordô do S.E. Curuçá. O primeiro jogo oficial como profissional foi no dia 03 de junho de 2016, contra o Peruíbe FC, na cidade de Peruíbe, o primeiro gol oficial do SEC Andreense como profissional, é também e primeiro gol oficial na Liga de Futebol Paulista, marcado de cabeça pelo atacante camisa 11 Juninho, o resultado final da partida foi 1x1. A primeira vitória como profissional veio no dia 02 de julho de 2016, no Estádio Distrital Cidade dos Meninos em Santo André, gol marcado pelo atacante Nohan, contra o União Suzano vencendo pelo placar final de 1x0.

### Mudança para  Andreense Futebol Clube
Em 2017 a equipe mudou de nome para Andreense Futebol Clube para a disputa da Taça Paulista de 2017.

## Símbolos

### Escudo
| Evolução do Escudo do Andreense | Evolução do Escudo do Andreense | Evolução do Escudo do Andreense | Evolução do Escudo do Andreense | Evolução do Escudo do Andreense | Evolução do Escudo do Andreense | Evolução do Escudo do Andreense | Evolução do Escudo do Andreense | Evolução do Escudo do Andreense | Evolução do Escudo do Andreense | Evolução do Escudo do Andreense | Evolução do Escudo do Andreense | Evolução do Escudo do Andreense | Evolução do Escudo do Andreense |
| Andreense SC - 2013 – 2015      | Curuçá Andreense - 2015 – 2016  | Andreense FC - 2017 – Atual     |                                 |                                 |                                 |                                 |                                 |                                 |                                 |                                 |                                 |                                 |                                 |
| ------------------------------- | ------------------------------- | ------------------------------- | ------------------------------- | ------------------------------- | ------------------------------- | ------------------------------- | ------------------------------- | ------------------------------- | ------------------------------- | ------------------------------- | ------------------------------- | ------------------------------- | ------------------------------- |